# Lupka
Lupka je přírodní rezervace v katastrálních územích Dražovce a Zobor města Nitra v okrese Nitra v Nitranském kraji na Slovensku. Přírodní rezervace byla vyhlášena v roce 1952 a její rozloha je 20,73 hektaru. Předmětem ochrany jsou xerotermní společenstva.